# Avibrissosturmia plaumanni
Avibrissosturmia plaumanni là một loài ruồi trong họ Tachinidae.